# Уестсайдска история (филм, 2021)
„Уестсайдска история“ (на английски: West Side Story) е американска музикална романтична драма от 2021 година на режисьора Стивън Спилбърг (който е също копродуцент), по сценарий на Тони Къшър, който е и един от изпълнителните продуценти на филма. Филмът е втора пълнометражна адаптация на едноименния бродуейски мюзикъл от 1957 г. от Артър Лаурентс, Ленард Бърнстайн и Стивън Сондхайм, който се базира на „Ромео и Жулиета“ от Уилям Шекспир. Във филма участват Ансел Енгорт и Рейчъл Зийглър (в нейния филмов дебют), с Ариана Дебос, Дейвид Алварез, Майк Фейст, Брайън Д'Арси Джеймс и Кори Стол. Рита Морено, която участва във филма от 1961 г., е с поддържаща роля и е изпълнителен продуцент. Филмът се посвещава на бащата на Спилбърг, Арнолд, който умира на 25 август 2020 г., годината, в която първоначално трябва да се състои премиерата на филма.
Филмовата разработка стартира през 2014 г. от 20th Century Fox, а Къшнър започва да пише сценария през 2017 г. През януари 2018 г. Спилбърг е нает и началото на кастинга е през септември 2018 г. Джъстин Пек е хореограф на танцовите сцени. Снимките започват през юли 2019 г. и завършват два месеца по-късно. Заснемането се провежда в Ню Йорк и Ню Джърси.
Премиерата на Уестсайдска история е насрочена да се състои в Театър „Ел Капитан“ в Лос Анджелис на 7 декември 2021 г. Филмът е пуснат от 20th Century Studios в САЩ на 10 декември 2021 г., след отлагането му за една година по време на пандемията от COVID-19.

## Актьорски състав
| Актьор               | Роля            |
| -------------------- | --------------- |
| Ансел Елгорт         | Тони            |
| Рейчъл Зиглър        | Мария Васкес    |
| Ариана Дебос         | Анита           |
| Дейвид Алварез       | Бернардо        |
| Майк Фейст           | Риф             |
| Рита Морено          | Валентина       |
| Брайън д'Арси Джеймс | Полицай Крупке  |
| Кори Стол            | Лейтенант Шранк |
| Джош Андреас Ривера  | Чино            |
| Ирис Менас           | Енибодис        |
| Джамила Веласкес     | Меше            |
| Анелиз Чеперо        | Прови           |
| Ясмин Алърс          | Лувия           |
| Джейми Харис         | Рори            |
| Андреа Бърнс         | Фауста          |
| Къртис Кук           | Ейб             |